# Spanyol Wikipédia
A spanyol Wikipédia a Wikipédia szabadon szerkeszthető internetes lexikon spanyol nyelvű változata. 2001 májusában indult, és 2006. március 8-án érte el a 100 000 szócikket, 2009. augusztus 5-én az 500 000-et, 2013. május 16-án pedig az egymilliót.
2002 februárjában több szerkesztője, akik nem értettek egyet azzal a később elutasított javaslattal, hogy reklámok bevételéből finanszírozzák a Wikipédiát, elhagyták a lexikont, és megalapítottak egy másikat, az Enciclopedia Librét (Szabad Lexikon). Ezután a spanyol nyelvű Wikipédiában jelentősen csökkent az aktivitás, míg át nem álltak a szoftver harmadik generációjára, mely később a MediaWiki nevet kapta. Ekkor növekedni kezdett a szerkesztők száma, jelenleg a spanyol Wikipédia aktívabb, mint az Enciclopedia Libre.

## A spanyol Wikipédia kritikája
Minden más Wikipédiához hasonlóan a spanyol nyelvűt is kritizálják felhasználók és bloggerek egyaránt. Szerkesztőinek száma alapján a spanyol Wikipédia az angol után a legnagyobb. A spanyol Wikipédia volt a második Wikipédia-projekt az angol után, és az első, melyet felhasználói jelentős része elhagyott egy rivális enciklopédiáért, ennek ellenére szócikkei számát tekintve csak a nyolcadik, és olyan, lényegesen alacsonyabb szerkesztőszámú wikipédiák előzik meg, mint például a német, francia és az olasz.
Több kritikus teljesen önkényesnek írja le a spanyol Wikipédia cikktörlési mechanizmusát, úgy tartják, hogy rendszerint azok, akiknek nem tetszik egy szócikk, önreklámnak kiáltják ki (amelyekről a szabályaik szerint szavazás dönt, ahol háromnegyedes többség kell a törléshez).

## Mérföldkövek
- 2001. május 1.: A spanyol Wikipédia megalapítása
- 2003. június 30.: A spanyol Wikipédia levelezőlistájának indulása (Wikies-I)
- 2003. július 25.: Elkészül az 5000. szócikk
- 2003. november 4.: Elkészül a 10 000. szócikk
- 2004. július 18.: Átváltanak az UTF-8-ra, így használhatnak ékezetes és mellékjeles betűket is szócikkcímben
- 2005. május 30.: Elkészül az 50 000. szócikk
- 2006. március 8.: Elkészül a 100 000. szócikk
- 2006. szeptember 6.: Elkészül a 150 000. szócikk
- 2007. február 10.: Elkészül a 200 000. szócikk
- 2007. november 18.: Elkészül a 300 000. szócikk
- 2008. szeptember 20.: Elkészül a 400 000. szócikk
- 2009. augusztus 5.: Elkészül az 500 000. szócikk
- 2013. május 16.: Elkészül az 1 000 000. szócikk
- Jelenlegi szócikkek száma: 2 051 919